# Religioni in Burkina Faso
La religione più diffusa in Burkina Faso è l'islam. Secondo il censimento del 2006 (l’ultimo disponibile), i musulmani sono il 61% della popolazione e sono in maggioranza sunniti, mentre il cristianesimo è la seconda religione essendo seguita dal 23% della popolazione; il 15% della popolazione segue le religioni africane tradizionali e il restante 1% della popolazione comprende coloro che seguono altre religioni o che non seguono alcuna religione. Una stima del 2010 del Pew Research Center conferma sostanzialmente questi dati, dando i musulmani al 61,6% della popolazione, i cristiani al 22,5% della popolazione e le religioni africane al 15,5% della popolazione, mentre il restante 0,5% della popolazione segue altre religioni o non segue alcuna religione. Una stima del 2015 dell'Association of Religion Data Archives (ARDA) dà i musulmani al 60,1% della popolazione, i cristiani al 26,4% circa della popolazione e le religioni africane tradizionali al 7,8%; lo 0,1% circa della popolazione segue altre religioni e lo 0,3% della popolazione non segue alcuna religione, mentre il 5,3% della popolazione non specifica la propria affiliazione religiosa.

## Religioni presenti

### Islam
La maggioranza dei musulmani Burkina Faso è sunnita e segue la corrente malikita. Sono presenti anche piccole minoranze di ahmadiyya e di sciiti. 

### Religioni africane
Le religioni africane tradizionali basate sull'animismo sono ancora seguite in Burkina Faso e sono basate sulla fede in un essere supremo e negli spiriti, che possono intervenire nella vita delle persone. Molta importanza hanno la venerazione degli spiriti degli antenati e la credenza nella medicina tradizionale. Le pratiche religiose africane tradizionali vengono seguite anche da individui che si identificano con l'islam e con il cristianesimo, dando luogo a forme di sincretismo religioso.

### Altre religioni
In Burkina Faso è presente un piccolo gruppo di seguaci del bahaismo.